# Romaine Cauque
Romaine Cauque est une autrice québécoise comptant à son actif deux romans (Meilleure chance la prochaine fois, Love bombing à Tio'tia:ke) et plusieurs textes courts.

## Signification du nom de plume
Si dans l’imaginaire québécois, le nom « Romaine » évoque une des dernières grandes rivières du Nord (laissée sauvage jusqu’au déploiement du Complexe de la Romaine par Hydro-Québec en 2009), le nom évoque d'abord celui d'un cocktail : au Québec, le « rhum-coca » est désigné par son nom américain, « rhum and coke ».

## Thèmes et réception
Dans son premier roman, Meilleure chance la prochaine fois, selon une critique du journal Le Devoir, « la romancière nous offre un peu le microcosme de beaucoup de ces femmes qui ont dépassé le cap de le trentaine et qui se trouvent encore seules, peut-être parce qu’elles placent la barre trop haute ». La chroniqueuse Caroline Jarry rattache le livre au genre de la « littérature de filles », connue sous le nom de « chick lit », sans relever le propos explicitement féministe et critique du récit. Les questions de double standard (professionnels ou amoureux) entre hommes et femmes, de maternité (ou nulliparité), de vieillissement ou de plafond de verre y sont abordées explicitement.
Le fait que le roman déroge à la convention principale d'un genre réputé pour son caractère hyper-codifié (à savoir, la fin heureuse) ainsi qu'à la normalisation linguistique (usage d'argot montréalais et d'anglicismes, néologismes, variations des registres de langue, intertextualité) tend à indiquer qu'il s'inscrit dans la mouvance des appropriations subversives de ce « genre disqualifié en raison même de son caractère féminin ». Ce type de réception confirme la « prégnance des stéréotypes » qui reproduit « le stigmate associant littérature commerciale et littérature écrite (par) et destinée aux femmes » de le rejet des potentialités de renouvellement du genre. Si Jarry affirme que « le roman de Romaine Cauque n’a ni la drôlerie ni la finesse de ses prédécesseurs, et il s’ajoute plutôt à la liste des romans ultralégers et peu intéressants qui ont malheureusement donné mauvaise réputation au genre », il a toutefois été souligné ailleurs que le roman se situait « à contre-courant de la pensée unique ». D'après le site Canoe, l'écriture du livre est « franche, parfois tranchante, mais toujours teintée d'humour » et "[L]a nouveauté de ce roman tient [...] à l'opinâtreté avec laquelle la narratrice, aussi anéantie soit-elle, résiste à la répudiation dont elle est victime et à son propre ravalement". 
Meilleure chance la prochaine fois a été finaliste, pour le prix Jovette-Bernier du Salon du livre de Rimouski en 2017; une suite est annoncée à la toute fin du roman.
Love bombing à Tio'tia:ke marque un tournant par le changement de ton et l'emploi d'un style plus près du flux de conscience et de la narration intimiste. Présenté sous forme de journal et publié par DL&DR, le roman situe l'action à Montréal (« Tio'tia:ke », en kanien'keha, langue des Mohakws), entre la fête du Canada (1e juillet) et les semaines suivant le référendum de sécession de la Catalogne, alors que la relation à distance amène la narratrice à réfléchir sur son propre enracinement : 
« Tu es le premier homme pour qui je quitterais mon pays, de toute façon, je l’ai déjà dit : ce n’est pas tout à fait le mien au sens où il ne m’appartient pas et l’inverse est tout aussi vrai. (La preuve en est que je dois utiliser les services d’une corporation pour savoir, par exemple, où se trouve Eeyou Istchee et ce que ça signifie, ou encore pour trouver les mots de base dans les langues parlées chez moi depuis des siècles. Est-ce normal que je n’aie pas de meilleur recours immédiat que Google pour m’expliquer ce qui se passe sur le sol où j’ai grandi ?) » (Love bombing à Tio'tia:ke, p. 106)
Le roman présente "un savant mélange de politique et d’intime, à la fois récit de voyage et géographie d’une blessure amoureuse", à savoir le phénomène de "love bombing" combiné aux difficultés inhérentes aux relations à distance. Il aborde en parallèle les questions d'autonomie, de rapport coloniaux et postcoloniaux, d'attachement au territoire et d'engagement.

## Publications
Romans
- Love bombing à Tio'tia:ke (roman), Éditions Des livres et des réfugié-e-s, 2020.
- Meilleure chance la prochaine fois (roman), Triptyque, 2016.

Nouvelles
- « Il y aura autre chose (métonymies)», Françoise Stéréo, numéro 14: les maisons, 12 octobre 2020.
- « Chemins du hasard », Le Pied, automne 2020.

Autres
- Fêtes affreuses chez les Brochafoin. Un conte d'Halloweenoël (hors-commerce), 2023.
- "Un peu de repos" (micro-nouvelle), Revue Miroir, 8 décembre 2022.
- C'est joli chez toi. Histoires d'objets trouvés (récit), autoédité, 2021.
- « La morte de Mathieu Arseneault: pour la suite des morts » (recension), Revue H, 4 août 2020.
- « MILF ou Cougar : Réflexions sur le cas Macron-Trogneux» (billet), Je suis féministe, 27 mai 2017.